# Tamás Darnyi
Tamás Darnyi (Budapest, 3 de junio de 1967) fue un nadador húngaro, especialista en pruebas de estilos. Fue el ganador de cuatro medallas de oro olímpicas entre 1988 y 1992 y batió además seis récords del mundo.
Tamás Darnyi está considerado el más grande especialista en pruebas de estilos de la historia, y el mejor nadador húngaro.

## Biografía
Empezó a practicar la natación con seis años, cuando su padre, un humilde trabajador de la siderurgia, le apuntó a un cursillo. Pronto descubrieron su potencial y pasó a formar parte de Central Sports Club, estando entrenado por Tamás Széchy, el entrenador más famoso de Hungría.
Cuando tenía 15 años, en 1982, tuvo serios problemas en su ojo izquierdo a consecuencia del impacto fortuito de una bola de nieve algún tiempo antes. Sufrió lesiones en la retina, le hicieron varias operaciones y acabó perdiendo gran parte de la visión de ese ojo.
Su primera competición importante fueron los Campeonatos de Europa de 1985, en Sofía, Bulgaria, donde ganó dos medallas de oro, en 200 y 400 metros estilos. Volvería a repetir este doblete en los europeos de Estrasburgo en 1987 y en los de Bonn en 1989.
En los Campeonatos del Mundo de Madrid en 1986 se alzó otra vez con el triunfo en las dos pruebas, imponiéndose al campeón olímpico de Los Ángeles-84, el canadiense Alex Baumann. Volvería a hacer el doblete en los siguientes mundiales, los de Perth, Australia, en 1991.
En los europeos de Estrasburgo de 1987 consiguió batir los récords mundiales en sus dos pruebas. En los 200 estilos hizo 2:00,56, batiendo el récord que tenía Alex Baumann desde los Juegos de Los Ángeles-84. En 400 estilos hizo 4:15,42, superando el récord que pocos días antes había establecido en Brisbane, Australia, el estadounidense Dave Wharton.
En los Juegos Olímpicos de Seúl 1988 ganó las dos pruebas de estilos, batiendo en ambas los récords del mundo (2:00,17 y 4:14,75). Y de nuevo haría el doblete cuatro años más tarde en los Juegos de Barcelona 1992. 
Se retiró tras los Campeonatos de Europa de Sheffield, Inglaterra, de 1993, donde ganó el oro de los 400 metros estilos, completando un ciclo de ocho años en los que permaneció imbatido en ambas distancias. En estos campeonatos renunció a competir en los 200 estilos para evitar una posible derrota ante el finlandés Jani Sievinen, la estrella emergente, y anunció su retirada. Tenía 26 años.
Sus últimos récords mundiales los estableció en los mundiales de Perth 1991, en los que ganó el oro con 1:59,36 y 4:12,36 respectivamente.
En total Darnyi consiguió entre 1985 y 1993, cuatro oros olímpicos, cuatro oros en Campeonatos del Mundo, y siete oros en Campeonatos de Europa. Además batió seis récords mundiales (tres veces el de 200 estilos y otras tres el de 400 estilos). Fue elegido tres veces el mejor nadador europeo del año (1987, 1988, 1991), y en 1991 fue elegido el mejor nadador del mundo.